# غروسافولترن
غروسافولترن (بالألمانية: Grossaffoltern) هي واحدة من بلديات مقاطعة سيلاند في كانتون برن في سويسرا. تبلغ مساحتها 15.06 كيلومتر مربع، ويقدر عدد سكانها بـ 2999 نسمة (حسب تعداد ديسمبر 2015).